# Sri Menanti (Bandar Sribawono)
Sri Menanti is een bestuurslaag in het regentschap Lampung Timur van de provincie Lampung, Indonesië. Sri Menanti telt 5337 inwoners (volkstelling 2010).